# إبراهيم المعلم
إبراهيم محمد المعلم هو أحد مؤسسى ورئيس مجلس إدارة مجموعة الشروق التي تضم:
- دار الشروق:من كبرى دور النشر في مصر والعالم العربى الفائزة بأكبر الجوائز الدولية والعربية والمصرية
- مطابع الشروق
- المتحدة للكرتون
- البدار للكرتون والتغليف
- مكتبات الشروق:إحدى كبرى سلاسل المكتبات في مصر
- الشروق للإنتاج الإعلامى
- الشركة المصرية للنشر العربي والدولي
  - جريدة الشروق الجديد
  - مجلة الكتب " وجهات نظر" الشهرية "الفائزة بجائزة أحسن مجلة ثقافية في مصر والعالم العربى

## بدايته
بدأ مسيرته في مجال النشر في أواخر الستينات، عمل إبراهيم المعلم مع والده محمد المعلم في دار الشروق، وساهم في توسعها في بيروت وإنشاء مطابع الشروق. تضمنت خططهم تطويرا شاملا لنوعية وشكل الكتب العربية، واستقطاب خيرة الكتاب والأدباء والعلماء والرسامين والمصممين من جميع أنحاء العالم العربي. في عام 1982، نشر إبراهيم المعلم الكتاب العربي الأول الذي فاز بجائزة النشر الدولية في معرض ليبزغ للكتاب (Leipzig book fair)، وبحلول أواخر الثمانينات، عينه مجلس إدارة الشروق برئاسة محمد المعلم رئيساً لمجلس إدارة دار الشروق ومنذ ذلك الحين، عرفت دار الشروق باعتبارها قاعدة للتنوير الثقافي وحرية الفكر والتنوع وكسبت ثقة كلا من الكتاب والقراء والناشرين في جميع أنحاء العالم العربي وفي الوقت نفسه، نجح في تحديث الإدارة ونظام الإنتاج، وتحت قيادته، شهدت الشركة نموا ملحوظا في معدل دوران رأس المال على حد سواء وسجلات المبيعات السنوية.

## العمل العام

### مجال النشر
- رئيس دار الشروق والحائز على جائزة أحسن ناشر والعديد من جوائز النشر مصريا وعربياً ودولياً
- شارك في إعادة بعث وتأسيس اتحاد الناشرين المصرى وترأسه من 1996 إلى 2008
- أسس بمشاركة عدد من الناشرين العرب اتحاد الناشرين العرب وانتخب رئيساً له من 1996 إلى 2006
- نجح في ضم مصر ثم اتحاد الناشرين العرب لاتحاد الناشرين الدولى لأول مرة 1998 بعد أكثر من 100 عام على تأسيس الاتحاد الدولى للناشرين ثم شجع وساعد العديد من الدول العربية على الانضمام
- انتخب نائب لرئيس اتحاد الناشرين الدولى 3 مرات من عام 2008 إلى 2014
- نجح في اختيار اتحاد الناشرين الدولى واليونسكو بقرار اختيار «الإسكندرية عاصمة للكتاب في العالم» عام 2002 بالتوازى مع افتتاح مكتبة الإسكندرية
- ساهم ونجح في قرار اختيار رسوم الفنانين العرب لكتب الأطفال كضيف شرف ومحور معرض بولونيا لكتب الأطفال (أهم معرض لكتب الأطفال في العالم) عام 2003
- قاد بمشاركة اتحاد الناشرين العرب كضيف شرف معرض فرانكفورت عام 2004
- عضو مجلس إدارة اتحاد الناشرين الدولى
- رئيس لجنة كتب الأطفال في العالم في المؤتمر العالمى لاتحاد الناشرين الدولى
  -   سيول ـ مايو 2008
  - برلين – مايو 2004
- الرئيس السابق للمجلس التصديرى للسينما والكتاب في مصر السابق
  - عضو اللجنة الدولية لحرية النشر
  - عضو اللجنة الدولية لحماية حقوق الملكية الفكرية

### مجال الرياضة
- رئيس اللجنة العليا المئوية النادى الأهلى 2007

 والتي اقيم خلالها:
- مباراة الاهلى × برشلونة
- مباراة الأهلى × بنفيكا
- بطولة العالم لكرة اليد
- احتفالات المئوية بجميع محافظات مصر التي جمعت بين الرياضة والثقافة والفن
- رئيس المكتب التنفيذى - نائب رئيس النادى الاهلى من 2002 – 2004
- أمين صندوق النادى الأهلى سابقا
- رئيس اللجنة المنظمة لاحتفالية نادى القرن 2001 – والتي أقيم خلالها مباراة الأهلى × ريال مدريد
- عضو اللجنة المنظمة العليا للدورة الأفريقة الخامسة 1990
- سكرتير وعضو اتحاد السباحة المصرى 1982 – 1986
- عضو منطقة القاهرة للسباحة 1970
- عضو اللجنة العليا لبطولة العالم للسباحة التوقيعية التي أقيمت في مصر عام 1986
- رئيس لجنة مصر في بطولة العالم للسباحة 1986
- رئيس بعثة مصر للبطولة الأفريقية لالعاب السباحة في تونس والتي استعادت عرش أفريقية في السباحة
- سباح ولاعب كرة ماء دولى
- صاحب الارقام القياسية المصرية والعربية في سباحة الفراشة عمومى رجال
- وأول رياضى يمثل مصر في دور اقليمية وهو في الرابعة عشرة من عمره – ويختار ضمن بنى مصر لكرة الماء وهو في السادسة عشرة وفاز بلقب أحسن سباح في مصر.. ومن قبل أحسن ناشئ عدة مرات

## اتحاد الناشرين العرب
في عام 1996 انتخب إبراهيم المعلم رئيساً للاتحاد الناشرين المصريين. وكان الرئيس المنتخب للجمعية الناشرين العرب (APA) منذ 1996 حتى 2007. وكان أول عربي ينتخب عضوا في اللجنة التنفيذية، ولجنة حرية النشر في الرابطة الدولية للناشرين، وفي أكتوبر 2008، تم انتخابه نائباً لرئيس الاتحاد الدولي للناشرين، وهو أول عربي يصل لهذا المنصب.
أصبح إبراهيم المعلم شخصية معروفة في مصر والعالم العربي نظرا لدوره الريادي والمستمر في تعزيز مصالح الناشرين، والمؤلفين المصريين والعرب. وقد لعب دورا كبيرا في تطوير اتحاد الناشرين المصريين واتحاد الناشرين العرب الذي يجمع الجمعيات الوطنية للناشرين في جميع البلدان العربية. بجهوده واتصالاته الدولية انضم اتحاد الناشرين المصريين للاتحاد الدولي للناشرين لأول مرة في عام 1998 بالرغم من تأسيسه منذ أكثر من 100 عام، وبالتالي لعب اتحاد الناشرين المصريين دورا هاما في تمثيل قضايا الناشرين العرب على الساحة الدولية.
كان له دور رائد -ولا يزال- في دعم مصالح الناشرين المصريين والعرب، والمؤلفين، وحقوق الملكية الفكرية. من ناحية أخرى، قام المعلم بالعديد من المبادرات لتشجيع الحوار بين الثقافات والتفاهم في المحافل الدولية الكبرى للنشر، بما في ذلك تمثيل العالم العربي كضيف شرف في معرض فرانكفورت للكتاب في 2004.

## مناصب أخرى
استمد المعلم جزءاً كبيراً من شعبيته من خلال شعبيته في عالم الرياضة، حيث انتخب لسنوات عديدة عضوا لمجلس إدارة النادي الأهلي. وهو أيضا رئيس المجلس المصري للسينما وتصدير الكتاب.
تم تعيينه عضواً في لجنة الحكماء التي تم تشكيلها أثناء اندلاع ثورة 25 يناير عام 2011 م.

## جوائز
- IPA Champion Award - بطل الاتحاد الدولي للناشرين 2024
- جائزة البحر المتوسط للفنون والإبداع في فرع الإبداع الثقافى والإعلامى عام 2009 ومن الأسماء الفائزة لهذه الجائزة نجيب محفوظ ونيكولا ساركوزى والملكة رانية العبد الله
- جائزة أحسن كتاب طفل لقارات افريقيا وأمريكا الجنوبية وأستراليا
- جائزة الثقافة في نابولى
- جائزة الشيخ زايد للكتاب 2009 عن كتاب «رن» دفاتر التدوين: الدفتر السابع لجمال الغيطانى
- الجائزة العالمية للرواية العربية 2009 عن رواية «عزازيل» ليوسف زيدان
- الجائزة العالمية للرواية العربية 2008 عن رواية «واحــــــــة الغروب» لبهاء طاهر
- جائزة الشيخ زايد للكتاب 2007 جائزة الفنون عن كتاب «الفن الهندى» للدكتور ثروت عكاشة
- جائزة آفاق جديدة 2002 New Horizons Award – معرض بولونيا
- الدولى لكتب الأطفال عن كتاب «أجمل الحكايات الشعبية» تأليف عبد التواب يوسف ورسوم صلاح بيصار
- شهادة تقدير للاختيار ضمن أجمل عشرة إصدارات في العالم 1997 – المؤسسة العالمية لفن الكتاب بمعرض فرانكفورت عن كتاب «محمد سيد الخلق» تأليف كاريمان حمزة ورسوم صلاح بيصار
- شهادة تقدير للاختيار ضمن أجمل عشرة إصدارات في العالم 1997 –
- المؤسسة العالمية لفن الكتاب بمعرض فرانكفورت عن كتاب «لغة بدون كلمات» لمحيى الدين اللباد
- جائزة التفاحة الذهبية 1989 – بينالى براتيسلافا الدولى لكتب الأطفال المصورة عن كتاب «كشكول الرسام» لمحيى الدين اللباد
- الميدالية البرونزية لمعرض لايبزج 1982 للناشرين عن فن الإخراج والطباعة عن كتاب «الأميرة المظلومة»